# INSAT-3E
O INSAT-3E foi um satélite de comunicação geoestacionário indiano da série INSAT que esteve localizado na posição orbital de 55 graus de longitude leste, ele foi construído e também operado pela Organização Indiana de Pesquisa Espacial (ISRO). O satélite foi baseado na plataforma Insat-2/-3 Bus e sua expectativa de vida útil é de 15 anos. Ele foi o quarto satélite lançado da séries INSAT-3. Ele era projetado para fornecer comunicação de alta velocidade, televisão, VSAT e serviços Tele-educação, o INSAT-3E foi um marco importante no programa espacial indiano. O INSAT-3E saiu de serviço, em 4 de abril de 2014, e foi enviado para a órbita cemitério.

## Lançamento
O satélite foi lançado com sucesso ao espaço no dia 28 de setembro de 2003 às 23:14 UTC, por meio de um veículo Ariane 5G lançado a partir do Centro Espacial de Kourou, na Guiana Francesa, o mesmo foi lançado juntante com satélite eBird 1 e a primeira sonda lunar europeia a SMART-1. Ele tinha uma massa de lançamento de 2.775 kg.

## Capacidade e cobertura
O INSAT-3E era equipado com 24 transponders em banda C para fornecer serviços de comunicações para a Índia.